# Сосновская волость (Васильсурский уезд)
Сосновская волость — историческая административно-территориальная единица Васильсурского (до 1923), а затем Сергачского (1923—1929) уездов Нижегородской губернии Российской империи и РСФСР.

## Географическое положение
Относилась к юго-восточной группе волостей Васильсурского уезда, по южным окраинам волости проходила граница с Сергачским уездом. В советское время (1920-е гг) территория волости была расширена за счёт территории соседних волостей и охватила значительные части современных Сергачского и Спасского районов.

## История
Образована в ходе крестьянской реформы 1860-х годов из трёх помещечьих (с. Березня, с. Сосновка, д. Полянка) и одного государственного селения (с. Лещеевка). Волость составляли 10 сельских обществ: 2 в Березне, 5 в Полянке, 2 в Сосновке и 1 в Лещеевке. На 1911 год во всех селениях волости насчитывалось 876 крестьянских дворов.
После Октябрьской революции 1917 года в селениях волости вместо поземельных обществ образовались сельские советы по одному на населенный пункт. 27 декабря 1918 года с. Березня было передано в состав Богородской волости Сергачского уезда. 7 января 1918 года в состав Сосновской волости были переданы 4 селения упраздненной Мигинской волости (с. Мигино, с. Вершинино, д. Борисовка и пос. Леонидовка). В первые послереволюционные годы на территории укрупненной волости было создано 4 новых населенных пункта: пос. Александровка, артель Свобода и выселки Красная Роза и Ужовка.
16 марта 1923 года в связи с упразднением Васильсурского уезда Сосновская волость была включена в состав соседнего Сергачского уезда. 4 апреля 1924 года в состав волости вошли селения ликвидированных Воскресенской, Маклаковской и часть Кузьминской волости. В августе того же года произошло укрупнение сельсоветов, отныне включавших от 1 до 7 селений. Таким образом, к середине 1920-х годов Сосновская волость насчитывала 31 населенный пункт и 10 сельсоветов, достигнув максимальных размеров.
1 февраля 1926 года с. Лисья Поляна (Усовский сельсовет) было передано в соседнюю Пильнинскую волость. 17 сентября 1928 года 2 сельсовета (Русскомаклаковский и Татарскомаклаковский) были переданы в Спасскую волость Лысковского уезда. В результате, к 1929 году в состав волости входило 28 населенных пунктов и 8 сельсоветов. 
20 июня 1929 года в рамках Административно-территориальная реформа 1920-х годов Сосновская волость была упразднена, а её сельсоветы разделены между новообразованными Сергачским и Спасским районами.

## Административно-территориальное деление (1924—1929)
В 1924 году в состав волости входило 10 сельсоветов, на момент упразднения 8::
| № п/п | Сельсовет            | Административный центр | Число населенных пунктов | Примечание          |
| ----- | -------------------- | ---------------------- | ------------------------ | ------------------- |
| 1     | Андинский            | с. Анда                | 1                        |                     |
| 2     | Андреевский          | д. Андреевка           | 1                        |                     |
| 3     | Базловский           | д. Базлово             | 3                        |                     |
| 4     | Андреевская          | с. Воскресенское       | 4                        |                     |
| 5     | Мигинский            | с. Мигино              | 7                        |                     |
| 6     | Русскомаклаковский   | с. Русское Маклаково   | 1                        | до 17 сентября 1928 |
| 7     | Сосновский           | с. Сосновка            | 4                        |                     |
| 8     | Татарскомаклаковский | с. Татарское Маклаково | 1                        | до 17 сентября 1928 |
| 9     | Усовский             | д. Усовка              | 4                        |                     |
| 10    | Шеменеевский         | д. Шеменеевка          | 5                        |                     |